# 上原正稔
上原 正稔（うえはら まさとし）は、日本のドキュメンタリー作家。

## 来歴
沖縄県糸満市出身。1979年にバジル・ホール協会を設立。1983年6月、1フィートフィルム運動を開始し、同年12月に「子どもたちにフィルムを通して沖縄戦を伝える会」（通称：沖縄戦記録フィルム1フィート運動の会）の立ち上げを公式発表。1984年4月、アメリカ公文書館にて12本の沖縄戦フィルムを入手し、同年5月に那覇市民会館にて初上映会を催した。以後、この運動の創設者とされているが、後述の1フィートフィルム運動の項で袂を分かつこととなる。
1985年、『沖縄タイムス』紙上にて「沖縄戦トップシークレット」の連載を開始し、これが実質のドキュメンタリー作家デビューとなった。
2003年、沖縄テレビの当時：報道部ディレクターだった、山里孫存（現：沖縄テレビ開発常務取締役）へ取材協力し、独自で沖縄戦のフィルム収集を協力。毎週水曜のローカル枠の番組として放送。
2004年、沖縄県平和祈念資料館の当時の館長であった宮城智子の依頼で館内上映ビデオ「そしてぼくらは生き残った」を製作。
2005年、『むかし むかし この島で』の番組制作に協力し、第14回FNSドキュメンタリー大賞を受賞。
2007年、琉球新報にて自身が連載したコラム「パンドラの箱を開ける時」の中で、慶良間諸島での集団自決に言及している部分の掲載を拒否されたのは契約違反だと訴訟を起こし、一審は敗訴したが、2013年7月29日に福岡高裁那覇支部は上原の訴えを一部認め、琉球新報に105万円の支払いを命じた。
2017年9月、上原が居住していた、那覇市樋川の農連市場地区防災街区の再開発整備事業にて、登記されていない団体再開発事業組合の違法性と翁長雄志沖縄県知事の支援団体メンバーであった企業体社長が事業推進を行っている事について提訴や日本文化チャンネル桜沖縄支局の番組に出演して、沖縄本島地方紙2紙の報道内容の批判や沖縄県内の言論空間について発信していた。
しかし、2021年6月時点で、知人のマンションを間借りする形で転居し、後述の活動によって沖縄の言論空間からパージされていたとしており、Webツールを使っての発信についても特段行っていない。

## 主張

### 1フィート運動の欺瞞と団体乗っ取り
1983年、バジール協会の仲間であった、那覇市立図書館の元館長であった外間政彰とと、アメリカ国立公文書記録管理局にて沖縄戦の映像の掘り起こしを在沖メディアに発表し、同年12月8日から活動開始。
後に寄付活動の信頼性を担保として、運営委員として当時：琉球大学教授であった元沖縄県知事の大田昌秀、大田の同僚である宮城悦二郎、安仁屋政昭、沖縄大学の新崎盛暉、沖縄国際大学の石原昌家等の大学教授、沖縄タイムスの豊平良顕、牧港篤三、琉球新報の池宮城秀意、沖縄県婦人連合会会長の宮里悦、沖縄婦人有権者同盟会長の外間米子、沖縄教職員会の福地曠昭等の面々に賛同依頼を行った。
1984年4月、ワシントンD.C.に赴き、フィルム調査員のリチャード・プレリンジャー他4名にフィルムの探索を依頼し、精選した12本のフィルムを入手。1984年5月16日に上映会が那覇市民会館ホールで行われ、上原がフィルムを元に映像を解説。会場は、第2会場まで設けるほどの盛況で、結果として初回上映会は大成功を収めた。
会の立ち上げ当時、カンパについては、フィルム1フィート分に対して、1口100円しか受け取らずにいたが、毎日の様に地元紙に記事が掲載されていたため、県内外の知名度が広がり、5ヶ月の短期間で1000万円程の金額が集まり、特に琉球銀行からは全行員若しくは幹部からもカンパの申し出があった。
その為、上原は会の方針を政治運動を排すると決め、反戦平和運動の道具される事に対し、拒否意識を持っていた。しかし、前述の運営委員以外にも沖縄本島メディアに度々登場する文化人や政治、労働団体の人間が運営委員参加以降、自ら売り込んで来た後の沖縄県民生活協同組合専務理事（当時：事務局長）である上仮屋貞美が運動に関わった以降、怪文書の配布や「上原が運動の中心となると戦争賛美映画を作るようになる」というデマゴーグ流布が起きた。市立図書館の一室で事務局長や事務所の乗っ取り工作謀議の密議が起きた結果、上原がアメリカ合衆国渡航中に会の乗っ取りが発生し、寄付金、机、電話全てを取り上げられ、上原の事務所に置いていた事務局を婦人連合会事務所内に移設された。
帰国後、上原に連絡せず開会された運営委員会中に上原が乗り込み「これは乗っ取りだ、明日にでも記者会見して発表するぞ!!」と迫ったが、上原が会の代表に指名した元琉球大学副学長である仲宗根政善が「そんなことをすれば、せっかくの運動も丸つぶれになるから我慢して欲しい」と懇願された結果、自身から会から退いた。その件を、後年琉球新報にて連載をしていたコラムルポにも執筆したが、原稿の文面を編集局の独断で削除され、後述の係争に繋がった。
2012年12月27日、沖縄県庁内記者クラブにて行われた、1フィート運動開放（解散）会見の場に乱入し、記者と新旧の会のメンバーに対し、1フィート運動がイデオロギーを超えた運動では無く、反戦平和の名の下のビジネスであると糾弾した。
会見場には、沖縄地元紙2紙をはじめ、当時の県政記者クラブの幹事社である毎日新聞、朝日新聞、読売新聞、NHK、琉球放送、沖縄テレビ、琉球朝日放送等が参加していたが、翌日の報道で、上原が会見に乱入した話は全く掲載されず、世界日報のみ報じた。
その後、1フィートの会の解散後、フィルム上映事業が大田のシンクタンクに委託され、映像権利は株式会社沖縄県図書協会が買い漁り、DVDの販売権利を沖縄県学校用品株式会社が安値で取得した。また、当時の県知事に対して、NGOが会の解散報告をしていないと指摘し、会が発刊した「未来への道標 沖縄戦1フィート運動の30年」には3箇所しか上原の名前が無く、内容はウソばかりであると批判した。

### 沖縄戦メモリアル（平和の礎）構想をめぐる問題
大田が知事時代に沖縄戦跡国定公園内に建立した、平和の礎は大田の発案とされている。しかし、これも上原が前述の1フィート運動よりもっといい住民運動をしたいと考えたアイディアである。上原はベトナム戦争で戦没した兵士を弔うために、ワシントンD.C.に所在するベトナム戦争戦没者慰霊碑の存在を知っていたが、これには亡くなったベトナム人の名前が全く刻まれていなかった。これをきっかけとして米軍海軍歴史家のロジャー・ピノー、川平朝申、照屋善彦、米須清一等とともに、敵味方関係なく全ての沖縄戦の死者を祈念する「沖縄戦メモリアル構想」を1990年6月22日、記者会見で発表し、沖縄の地元紙にも掲載された。翌年、ピノーは亡くなった。
沖縄戦メモリアルはどの場所でも構わないが建立するというプランになっており、当時、最初に手を挙げた具志頭村に建立する方向だった。県に御伺いを立てる意味で具志頭村の村長等が大田に面会した際、最初は村長を外せと大田は指令したが、上原が断り村長も同席した。面会者の話に対して耳を貸そうとせずに、「私がやるから、あなた方では出来ないから蝋人形館でもやったらと?」と短時間で離席し、後に具志頭村のアイディアを盗んだとされている。面談した上原と具志頭村関係者は憤慨して、同年7月16日に記者会見にて具志頭村に「沖縄戦メモリアル」を設立することを発表した。
後にこの事を、上原が1991年10月29日、沖縄県議会平成三年 第五回九月議会に陳情し、文教委員会にて「知事が自分のアイディアを剽窃してるので止めさせて欲しい」と証言し、証言の最後に当時：文教委員長だった、現：衆議院議員の西銘恒三郎に「最後に言いたいことは?」と問われ、「あいつは人間のクズで、知事でなく辱である」と証言した事で大田の恨みを買った。
翌年、1992年9月13日にハーバービューホテル2階小宴会場にて催された「沖縄占領シンポジウム」に参加していた上原に対し、泥酔状態であった大田が暴行を働く事案が起きた。大田が暴行を働いた現場にはロバート・フィアリー元民政官やクリステンセンアメリカ合衆国総領事、沖縄タイムスの大山哲（後の元常務取締役）、琉球新報の山根安昇（後の元副社長）等の記者が居合わせたが、翌日の紙面には全く掲載されなかった。後日、上原は沖縄県警に告訴したが、現場に居合わせた者が証言しようとせず、その結果不受理となった。その後、大田の意を汲んだ知事公室長の高山朝光が、上原の暴行現場にも居合わせた大山に電話し、紙面で連載していた「続沖縄戦トップシークレット」の連載を終わらせろと抗議した結果、タイムス社の意向として連載が中断した。

### 沖縄県史の執筆者への批判
大田知事時代に沖縄県史を発刊したが、沖縄戦後50年を祈念して新たに発刊された「沖縄戦」内容について、琉球新報、沖縄タイムスに記事を出稿している特定の偏った学者ばかりが執筆しているとして、反戦の話をするのは構わないが偏った歴史を執筆するべきでは無いと主張している。

### 慶良間諸島における集団自決の軍命について
2005年、琉球新報の当時：編集局長で元常務であった嘉数武から「沖縄集団自決について」沖縄県公文書館で公文書調査をしていたため、2年越しの連載を依頼され、連載開始。2006年から生存者のインタビューを掲載。
2007年4月から、「パンドラの箱を開ける時に」を連載開始。同年4月18日、元々上原の担当では無かった、当時の記者であった現：沖縄国際大学の教授である前泊博盛に一週間分の原稿を渡したが、6月18日、前泊に新報本社に呼ばれ、上間了、枝川健治、玻名城泰山編集局次長も同席し、前泊から「社の方針で原稿を載せない」ことを告げられた。その理由として、慶良間諸島の集団自決については、「軍命は無かった」と言う証言を記載していたためとしている。
4ヶ月休載し、8月に再開し、最終回に同じ内容の掲載を目論んでいたが、当時の社長であった高嶺朝一と当時の編集局長が「上原の原稿は載せない」と決定し、それもまた拒否された。
その後、上原は浦添市文化協会が発刊している、「うらそえ文藝」に掲載し、集団自決は無かった結論の記事を掲載した。
2011年1月31日、上原は那覇地裁に対し、日本国憲法の表現の自由違反と著作権侵害で新報を提訴。一審では、琉球新報の主張を認め、上原の請求を棄却したが、控訴審の福岡高裁那覇支部は「合理的な理由なく、掲載を一方的に拒否した」と判断し、琉球新報に慰謝料105万円の支払いを命じる逆転勝訴となった。

## 著作

### 単著
- 沖縄戦トップシークレット 1995年 沖縄タイムス

### 共著
- 裸の王様 大田知事の正体

### 訳書
- 沖縄戦アメリカ軍戦時記録―第10軍G2 マル秘 レポート 三一書房 1986年7月

## 関連リンク
- 公式ウェブサイト
- 上原正稔日記（オフィシャルブログ）
- 上原正稔 (shonen.uehara) - Facebook